# ベラトルアルデヒド
ベラトルアルデヒド(veratraldehyde)は、メトキシ基が2つ置換したベンズアルデヒドの誘導体である。バニリンのメチルエーテルに当たるためメチルバニリンとしても知られる。